# Tóth-Szántai József
Tóth-Szántai József (Miskolc, 1970. július 12.–) újságíró, műsorvezető, a Rádió M főszerkesztője, Miskolc polgármestere 2024. október 1-től.

## Pályafutása
A Bláthy Ottó Szakközépiskolában érettségizett 1988-ban. Az esztergomi Vitéz János Tanítóképző Főiskolán újságíró szakon végzett 1991-ben, a nyíregyházi Bessenyei György Tanárképző Főiskolán kulturális menedzser szakon 1999-ben, a Miskolci Egyetemen pedig kulturális és vizuális antropológia szakon 2004-ben. 
Fiatalon villanyszerelőként és rendezvényszervezőként dolgozott, 1994-től rádiós területen tevékenykedik. Alapítója volt a régió első kereskedelmi rádiójának, a Nonstop Rádiónak 1994-ben, majd a Dió Rádiónak 1996-ban. 1999 és 2002 között a Rádió Gaga, 2002 és 2011 között a Juventus Miskolc főszerkesztője volt. A 2011-ben indult Rádió M főszerkesztője. A Rádió M 2020-ben beolvadt a Best Radio Kft-be, amely a Mészáros Lőrinc érdekeltségi körébe tartozó Halmi Tamás cége.
A korábbi politikai tapasztalattal nem rendelkező Tóth-Szántai 2024-ben indult a polgármester-választáson a Fidesz–KDNP támogatásával, a Pont Mi civil szervezet jelöltjeként, a szavazatok 40,20%-ával nyerte meg a választást, ezzel ő váltotta Veres Pált a polgármesteri poszton. Programjában a tömegközlekedés, a közbiztonság, a gazdaság fejlesztése és a tisztaság kap hangsúlyt.